# رمز چند الفبایی
رمز چند الفبایی به نوعی رمز گذاری جانشینی گفته می‌شود که در آن از چند الفبای رمز متفاوت استفاده شده. رمز ویژنر که یک حالت خاص ساده رمزهای چندالفبایی است، احتمالا شناخته‌شده‌ترین این نوع رمزگذاری است. ماشین انیگما یک نمونه پیچیده‌تر از این نوع همین رمزگذاری‌ها است.

## تاریخ
تلاش های ابوالعباس قلقشندی (۱۴۱۸-۱۳۵۵) براساس یافته های اولیه ی محمد بن الدریهم (۱۳۵۹-۱۳۱۲) شامل اولین مباحثه ی چاپ شده درباره ی جابجایی و جایگزینی در رمزنگاری حروف به همراه اولین تشریحات رمزنگاری چند کلمه ای می باشد که در آن به هر پلین تکست (به‌صورت تحت الفظی متن ساده ترجمه می شود) حداقل یک جایگزین اختصاص یافته است. هرچند که ادعا شده،رمزهای چند کلمه ای اولین بار توسط رمزنگار عرب ابویوسف کندی(۸۷۳-۸۰۱) چندین قرن قبل تر اختراع شده است. 
رمز نگاری آلبرتی که توسط لئون باتیستا آلبرتی،حدودا در سال ۱۴۶۷به‌وجود آمده است نیز،یکی از اولین رمزنگاری های چند کلمه ای محسوب می شود. آلبرتی از حروف ترکیب شده برای رمزنگاری یک پیام استفاده نمود،اما هرزمان که اراده می کرد از تغییر حروف در رمزنگاری نیز دریغ نمی کرد.و برای اینکه به مخاطب رمزی بودن پیام را نشان دهد از یک حرف بزرگ یا یک عدد در متن رمزی شده استفاده می کرد.البته آلبرتی برای رمز نگاری متون از ابزاری استفاده می کرد و آن وسیله چیزی نبود جز دیسک رمزنگاری اش که جایگزینی به همراه ترکیب شدن حروف در آن اجرا شده بود.
یوهانس تریسمیوس در کتابش (ششگانه ی چند نگاره یا کتاب شش جلدی چند نگاره)که در سال ۱۵۱۸ بعد از مرگش به چاپ رسید یک کلید پیشرفته ی رمزنگاری چند کلمه ای به نام رمز تریسمیوس اختراع کرد. برخلاف آلبرتی که بعضی حروف یک متن را جابجا می کرد،تریسمیوس همه ی حروف متن را جابجا می کرد.او با یک تابولا رکتا که یک جدول مربعی با ۲۶ لغت در آن می باشد(البته چون تریسمیوس به لاتین می نوشت از ۲۴ لغت استفاده می کرد)شروع کرد. هر کدام از حروف از توسط حروفی که در بالای سمته چپشان در جدول قرار داشت جایگزین می شد و بعد از رسیدن به حرف (z) دوباره با حرف (a) شروع می شد (جدول را ببینید). 

تابولا رکتا

ایده ی تریسمیوس این بود که با استفاده از اولین حرف تعویض شده،اولین حروف هر پیام را نیز رمزگذاری کند.(با یک فاصله الفبایی) به این صورت که a به b به c و... تبدیل می شدند. دومین حروف هر پیام نیز به همین ترتیب با استفاده از دومین حرف تعویض شده (با دو فاصله الفبایی) تغییر می یافت و ... . دیسک رمزنگاری به همین صورت اجرا می شد.دیسک شامل دوقسمت حروف بود،یکی روی حلقه ی خارجی که ساکن بود و دیگری بر روی قسمتی از دیسک که چرخانده می شد قرار می گرفت.رمزگذاری یک حرف با نگاه به لغت مورد نظر بر روی قسمت خارجی حلقه و کد گذاری  با حرفی که زیر آن روی دیسک قرار داشت صورت می گرفت. دیسک با a زیر b شروع می شد و کاربر دیسک را با یک لغت بعد از رمزنگاری لغات دیگر می چرخاند. 
در هر حال رمز شکسته می شد و دستگاه آلبرتی نیز خیلی پیچیده نبود،نکات کلیدی رمزنگاری در هر دو رمز های ذکر شده خیلی از مهاجمین پنهان نمی ماندند.حتی اجرای آلبرتی برای نشان دادن رمزی بودن نگاره به راحتی قابل فهم بود. (استفاده از حروف بزرگ یک ایده ی شناخته شده برای رمزی بودن نگاره بین رمزنگاران می باشد) برای چندین قرن اهمیت استفاده از جایگزینی برای رمزگذاری حروف فراموش شده بود.طراحان رمزنگاری چند قطبی به جای استفاده از تعداد زیادی حروف برای رمزگذاری به تکرار تعداد محدودی از حروف برای مبهم سازی متون متوسل شده بودند. 
این اصل(منحصرا اصل جایگزینی حروف نامحدود آلبرتی)یک پیشرفت بزرگ محسوب می شد - مهم ترین اصل در چند صد سال گذشته تا زمانیکه آنالیز فرکانسی (متناوب) شکل گرفت - یک پیاده سازی معقول باید رمز گشایی را تا حد ممکن دشوار سازد و رمز گشایی به هیچ وجه تا اواسط قرن ۱۹ (در کار های مخفیانه چارلز بابیچ در زمان جنگ کریمه و نتایج کار های فردریش کاسیسکی که چندین سال بعد به‌صورت عمومی افشا گردید) دشوار نبود.تلاش تحلیلگران رمز نیز برای ایجاد روشی قابل توجه برای رمزگذاری به جایی نرسید. آزمون کاسیسکی را ببینیOMARد. 

## همچنین ببینید
- رمزگذاری ویژنر
- مباحث مربوط به رمزنگاری